# Hanzehogeschool Groningen

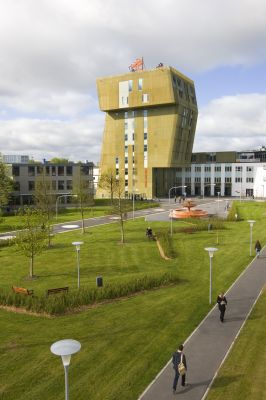
Van Olst Turm und Wahrzeichen der Hanze

Die Hanzehogeschool Groningen (Hanze University of Applied Sciences) im Norden der Niederlande ist die größte nationale Einrichtung des Hoger beroepsonderwijs (der Höheren Berufsunterweisung/Berufsausbildung) und entspricht etwa einer Fachhochschule. Die Hanzehogeschool Groningen, auch kurz als „Hanze“ bezeichnet, wurde 1986 aus dem Zusammenschluss verschiedener Vorgängereinrichtungen gegründet und seitdem stetig erweitert. Von den mehr als 28.000 Studierenden waren 2020 fast 2.500 Studierende ausländischer Herkunft.
Das Bildungsangebot umfasst 16 Fakultäten mit 54 Bachelorstudiengängen, acht Programme für Berufsabschlüsse, 19 Masterstudiengänge, Studiengänge auf Niederländisch und Englisch sowie Kursangebote des internen gewerblichen Dienstleisters HanzeConnect. Standorte der Hanze befinden sich in den niederländischen Städten Groningen (Hauptsitz), Assen, in Leeuwarden im Norden des Landes sowie in der Hauptstadt Amsterdam.

## Motto der Hochschule
Das Motto der Hochschule ist auf Englisch verfasst und lautet: „Share your talent. Move the world“ (Teile Dein Talent. Bewege die Welt). Damit soll nach Aussagen der Hanze ausgedrückt werden, dass den Studierenden mehr geboten wird als nur das Ziel auf Erwerb eines Abschlusszeugnis. Es soll während eines Studiums außerdem das individuelle Talent gefördert werden, das nach Abschluss des Studiums weiter wirkt. Gemäß diesem Motto ist die Hochschule Mitträger der regionalen Kampagne „City of Talent“ (Stadt des Talents), die darauf abzielt, Groningens Position als Vorläufer auf dem Gebiet der Forschung, Innovation und des Unternehmensgeistes zu promoten.

## Geschichte
Groningen ist die zweitälteste Universitätsstadt in den Niederlanden und besitzt zwei große Hochschulen: die Reichsuniversität Groningen und die Hanzehogeschool Groningen.
Die Hanzehogeschool Groningen wurde 1986 als Zusammenfassung mehrerer anerkannter regionaler Bildungsinstitute gegründet. Die neueste Erweiterung fand mit der Akademie Minerva, Fakultät für bildende Kunst, Design und Popkultur, im Jahr 2000 statt. Da diese bereits seit 1798 existiert, wird das Bestehen der Bildungseinrichtung von diesem Jahr an gezählt. Somit hatte sie 2020 ihr 222-jähriges Jubiläum. Im Bereich des internationalen Bildungsangebots war die Hanze die erste Hochschule in den Niederlanden, die eine International Business School in ihr Angebot aufnahm. Diese Fakultät wurde bereits 1997 gegründet.
Der Name „Hanze“ verweist ursprünglich auf den Kaufmannsbegriff „Hanse“, eine mittelalterliche Vereinigung von Städten der Hanse, unter anderem aus den Niederlanden und Deutschland sowie England. Ziel des Verbundes der Hansestädte war es, den eigenen Handelsinteressen sicher und gewinnbringend nachgehen zu können.
Nicht zuletzt wegen ihrer großen Anzahl an ausländischen Studierenden und internationalen Fachrichtungen sowie den Unterrichtssprachen Niederländisch und Englisch hat sich die Hanze im Lauf ihrer Geschichte einen Ruf als internationale Fachhochschule aufgebaut. Die Hochschule nimmt außerdem am ERASMUS-Stipendiaten-Programm teil und bietet ihren Studierenden weltweit gegenwärtig rund 70 Partneruniversitäten.
Im Vergleich mit allen Fachhochschulen der Niederlande erreichte die Hanze insgesamt den zweiten Platz in der Kategorie Studierendenzufriedenheit. Im Studienratgeber Keuzegids Hoger Onderwijs (zu Deutsch etwa: Handbuch für die Wahl der Hochschule) landet die Hanze im Vergleich mit anderen Teilzeit-Studiengängen an Fachhochschulen auf dem ersten Platz. Auch bei den Vollzeit-Studiengängen schneidet die Hanze mit einigen Programmen am besten ab, darunter u. a. Musik, Elektrotechnik, Sozial-Juristische Dienstleistungen und MBRT (zu Deutsch etwa: Medizinische Gestaltung und radiotherapeutische Techniken). Der Keuzegids wird jedes Jahr im Auftrag des niederländischen Bildungsministeriums als Buch und CD-Rom veröffentlicht und enthält einen Vergleich von knapp 1300 Studiengängen, die durch Verbraucher bewertet wurden.

## Organisation

### Organisationsstruktur
Die Hanzehogeschool Groningen beschäftigt mehr als 3 300 Mitarbeitende und hat über 28 000 niederländische und ausländische Studierende, die in einem der 70 Studiengänge immatrikuliert sind. Die Studiengänge werden an insgesamt 16 Fakultäten in den Fachrichtungen Wirtschaft und Management, Technik, Gesundheit und Sport, Sozialwesen, Kunst, Musik und Tanz angeboten.

### Management
Das allgemeine Management der Hanzehogeschool Groningen liegt in der Zuständigkeit des Executive Boards (Vorstand und Aufsichtsrat zusammen). Zu den Mitgliedern gehören der Vorsitzende und Präsident Dick Pouwels, Petra Smeets und Annemarie Hannink.

### Standorte
Der Hauptsitz der Hochschule mit der Mehrzahl der Fakultäten befindet sich auf dem Campus Zernike in Groningen, einige Gebäude sind jedoch über die ganze Stadt verteilt.
In Assen befindet sich das Hanze Institute of Technology. In Leeuwarden hat die Akademie für Popkultur, die zur Akademie Minerva gehört, ihren Standort. In Amsterdam befindet sich schließlich die Hochschule Dansacademie Lucia Marthas. Diese arbeitet im Verbund mit der Dansacademie Noord-Nederland, die ihren Standort in Groningen hat.

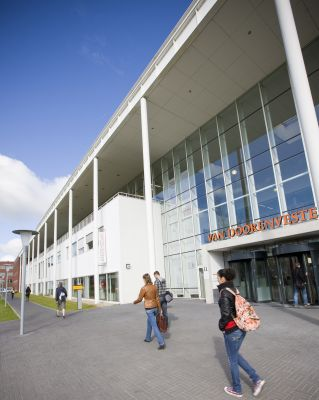
Eines der Gebäude der Fakultät für Technik an der Hanzehogeschool Groningen

## Fakultäten
- Akademie für Gesundheitsstudien
- Akademie für Krankenpflege
- Akademie für Pädagogik
- Akademie für Sozialstudien
- Akademie Minerva, Fakultät für bildende Kunst, Design und Popkultur
- Hochschule Dansacademie Noord-Nederland / Dansacademie Lucia Marthas
- Institut für Betriebswissenschaft
- Institut für Business, Marketing & Finance
- Institut für Future Environments
- Institut für Ingenieurwesen
- Institut für Kommunikation, Medien & IT
- Institut für Life Science und Technology
- Institut für Rechtsstudien
- Institut für Sportstudien
- International Business School
- Musikhochschule Prins Claus Conservatorium

## Studienmöglichkeiten
NL = Studiengang auf Niederländisch, ENG = Studiengang auf Englisch

### Bachelorstudiengänge
- Advanced Sensor Applications (ENG)
- Angewandte Psychologie (NL)
- Autonome bildende Kunst/Fine Arts (NL/ENG)
- Bauingenieurwesen mit Schwerpunkt Architektur (NL)
- Betriebswirtschaft (NL)
- Betriebswissenschaft (Management, Wirtschaft & Recht) (NL)
- Bio-Informatik (NL)
- Biologie und medizinische Laborforschung (NL)
- Buchhaltung (NL)
- Chemie (NL)
- Chemische Technologie (NL)
- Chor- und HaFaBra-Dirigent (NL)
- Design (NL/ENG)
- Dozent für bildende Kunst und Design (NL)
- Dozent Musik (NL)
- Elektrotechnik (NL)
- Elektrotechnik – Sensor Technology (ENG)
- Ergotherapie (NL)
- Ernährung & Diätetik (NL)
- Facility Management (NL)
- Game Design (ENG)
- Gesundheitsmanagement (NL)
- Grundschullehramt (NL)
- Hbo Recht (NL)
- Immobilien & Maklerwesen (NL)
- International Business (ENG)
- International Communication (ENG)
- International Facility Management (ENG)
- International Finance & Control (ENG)
- Jazz (NL/ENG)
- Klassische Musik (NL/ENG)
- Kommunikation (NL)
- Kommunikation & Multimedia Design (NL)
- Krankenpflege (NL)
- Logopädie (NL)
- Marketing Management (ENG)
- Maschinenbau (NL/ENG)
- MBRT (NL)
- Mundhygiene (NL)
- Musik – Komposition, Musik- und Studioproduktionen (NL)
- Netzwerk- und Sicherheitsingenieurswesen (NL)
- Personalmanagement (NL)
- Physiotherapie (NL/ENG)
- Popular Culture (NL)
- Small Business & Retail Management (NL)
- Software-Entwicklung (NL)
- Soziale Arbeit (NL)
- Sozial-Juristische Dienstleistungen (NL)
- Sport (ENG)
- Sport, Gesundheit und Management (NL)
- Sportlehrer-Ausbildung (NL)
- Steuerwesen (NL)
- Tanz (NL)
- Tanz-Dozent (NL)
- Wirtschaftsinformatik (NL)
- Wirtschaftsprüfungswesen (NL)

### Masterstudiengänge
- European Master in Erneuerbare Energien (ENG)
- European Master in Management nachhaltiger Energiesysteme (ENG)
- Master in Angewandtem Recht (NL)
- Master in Architektur (NL/ENG)
- Master in Business Studies (ENG)
- Master in Data Science for Life Sciences (ENG)
- Master in Digitaler Technologie (NL)
- Master in Energy for Society (ENG)
- Master in fortgeschrittener Krankenpflege (NL)
- Master in Healthy Ageing (NL)
- Master in internationaler Kommunikation (ENG)
- Master in internationaler Wirtschaft und Management (ENG)
- Master in Jazz (NL/ENG)
- Master in klassischer Musik (ENG)
- Master in Kunsterziehung (NL)
- Master in Leitung in den Performing Arts (NL)
- Master in medizinischer Assistenz (NL)
- Master in Musik (NL/ENG)
- Master in Smart Systems Engineering (ENG)
- Master in Sozialer Arbeit (NL)
- Master in Sozial-räumlichem Übergangsmanagement (NL)
- Master in Sport- und Bewegungslehramt (NL)
- Master in Talententwicklung und Diversität (NL)
- Master of Fine Arts in Malerei (ENG)
- Master of Fine Arts in Material & Design (ENG)
- Master of Fine Arts in Medien, Kunst, Design und Technologie (ENG)
- Master of Fine Arts in Interrelational Art Practices (ENG)

### Weitere Studienmöglichkeiten
Zusätzlich zu den Bachelor- und Masterstudiengängen werden weitere  Weiterbildungsmöglichkeiten an. Dazu zählen die Kurse, Studiengänge, Seminare und Workshops des internen gewerblichen Dienstleisters der Hochschule, Hanze Connect.

## Kulturelles Angebot

### Kulturelle Aktivitäten
An der Hanze gibt es verschiedene Verbünde, die kulturelle Aktivitäten organisieren, wie das CAST (Cultural Activities for Students).  Hier werden eine Vielzahl an kulturellen Veranstaltungen organisiert, darunter Kunstausstellungen, Workshops und andere Kulturprojekte. Diese Veranstaltungen stehen allen Studierenden zur Teilnahme offen.

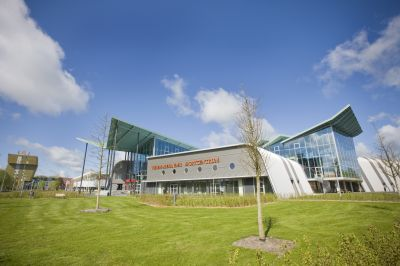
Fakultät für Sport an der Hanzehogeschool Groningen

### Sporteinrichtungen
Das ACLO ist das Sportzentrum der Hanze und wird zusammen mit der Reichsuniversität Groningen betrieben. Für knapp 60 € Jahresbeitrag können Studierende der beiden Hochschulen die Einrichtung nutzen. Im Angebot findet sich eine Vielzahl an Sportmöglichkeiten, die von der Nutzung des Fitnessstudios bis hin zu diversen Kursen reicht. Im Kursangebot finden sich alle gängigen Sportarten, darunter Aerobic, Spinning, Tennis, Squash, Boxen, Klettern, Schwimmen und vieles mehr. Das Sportzentrum ist an 340 Tagen im Jahr geöffnet.

### KEI-Woche
Die KEI-Woche (niederländisch KEI-week) ist die allgemeine Einführungswoche für alle Studierenden in Groningen im ersten Semester. Mit einer Gesamtzahl von jährlich mehr als 4000 niederländischen und internationalen Teilnehmern ist die KEI-Woche die größte derartige Veranstaltung in den Niederlanden. Während der Woche können die Studierenden an diversen Aktivitäten und Veranstaltungen teilnehmen, um die Stadt mit ihren vielfältigen Angeboten zu erkunden und bereits andere Studierende kennenzulernen.

## City of Talent
Zusammen mit der Reichsuniversität Groningen, dem Groninger Krankenhaus UMCG und der Gemeinde Groningen führt die Hanze  die Kampagne „Groningen, City of Talent“ durch. Die Kampagne zielt darauf ab, Groningens Position als Vorläufer im Gebiet der Forschung, Innovation und Unternehmensgeist zu promoten.
Das Motto der Kampagne lautet: Hier ist Raum für Talent. Raum, um zu lernen. Um zu arbeiten. Um zu wachsen. Um sich weiterzuentwickeln. Um das Beste aus sich herauszuholen. Hier ist Raum, um zu wohnen, Sport zu treiben und zu genießen. Groningen, City of Talent.

## Belege
1. ↑  Hochschule Regensburg, University of Applied Sciences, Broschüre zum Studiengang Europäische Betriebswirtschaft/European Business Studies (EBS), http://www.hs-regensburg.de/fileadmin/fhrweb/files/fachbereiche/fb_bwl/pdf/EBS.pdf@1@2Vorlage:Toter+Link/www.hs-regensburg.de+(Seite+nicht+mehr+abrufbar,+festgestellt+im+April+2018.+Suche+in+Webarchiven)
2. ↑  Rolf Hammel-Kiesow, Die Hanse, 3. Aktualisierte Aufl. 2004, C. H. Beck Verlag, S. 32.
3. ↑  Rolf Hammel-Kiesow, Die Hanse, 3. Aktualisierte Aufl. 2004, C. H. Beck Verlag, S. 18 f.
4. ↑  Hanzehogeschool Groningen,  Archivlink (Memento vom 16. April 2011 im Internet Archive)
5. ↑  Hanzehogeschool Groningen,  Archivlink (Memento vom 16. April 2011 im Internet Archive)
6. ↑  Hanzehogeschool Groningen, http://www.hanze.nl/home/Over+de+Hanzehogeschool/Nieuws/Berichten/Keuzegids+HBO+Voltijd+2011+en+de+Hanzehogeschool+Groningen.htm@1@2Vorlage:Toter+Link/www.hanze.nl+(Seite+nicht+mehr+abrufbar,+festgestellt+im+April+2018.+Suche+in+Webarchiven)
7. ↑  HanzeConnect, www.hanzeconnect.nl
8. ↑  ACLO,  Archivlink (Memento vom 12. Januar 2011 im Internet Archive)
9. ↑  KEI week, Archivierte Kopie (Memento vom 31. August 2011 im Internet Archive)